# Simfonia de cambra núm. 3 (Weinberg)
La Simfonia de cambra núm. 3 per a orquestra de corda, op. 151, fou composta per Mieczysław Weinberg el 1987 i es va estrenar al Conservatori de Moscou el 19 de novembre de 1990 per l'Orquestra Simfònica de la Ràdio de l'URSS sota la direcció de Vladímir Fedosséiev.

## Moviments
La simfonia té una estructura de quatre parts:
- Lento
- Allegro
- Adagio
- Andante

## Origen i context
L'obra és una transformació orquestral del Quartet de corda núm. 5 compost pel mateix Weinberg. El músic va seleccionar els moviments adients i va substituir el cinquè moviment per un final propi. Aquesta peça representa un notable arranjament amb una estreta vinculació amb el quartet original.

## Música
Amb el títol finalment desestimat de Melodia, el Lento s’inicia amb un motiu de tipus recitatiu que recorda el començament del quartet. A partir d’aquí, però, la música pren un camí propi: el tema es transforma a mesura que circula entre les cordes, desenvolupant-se en direccions inesperades i explorant noves sonoritats que el distancien de la versió per a quartet.
Weinberg, en un primer moment, volia reprendre com a segon moviment la Humoresque del quartet. Tanmateix, aquesta idea fou abandonada i, en lloc seu, la simfonia arrenca directament amb l’explosiu tercer moviment del quartet —un scherzo en tota regla—. Weinberg hi introdueix un segment nou, una marxa accelerada que incorpora la melodia de Deu germans, extreta del segon acte de la seva òpera còmica Mazel Tov! (1975). Aquesta cita serveix com a catalitzador per a una nova expansió del material temàtic principal de l'scherzo.
El tercer moviment, un Adagio que s’encadena directament amb el precedent, reprèn el quart moviment del Cinquè Quartet —titulat Improvisació— però reconfigurat per a orquestra de corda, amb variacions notables en la instrumentació i en la distribució de les veus, sobretot en els compassos finals. La música s’anirà esvaint lentament, gairebé com si s’apagués.
El moviment final comença sense pausa. És un Andantino amb caràcter de vals i un to melancòlic, és l’única part de la simfonia que no deriva directament del quartet. S’hi desplega amb una fluïdesa lliure, gairebé fantasiosa, com si volgués reivindicar un espai propi, íntim, allunyat, tot i que això impliqui recórrer un camí solitari.